# Henrique II de Baden-Hachberg
Henrique II de Baden-Hachberg (em alemão:  Heinrich II. ; antes de 1231 – Ca. 1298) foi um nobre alemão pertencente à Casa de Zähringen, Marquês de Baden-Hachberg de 1231 até 1289.

## Biografia
Henrique II era o filho mais velho de Henrique I, marquês de Baden-Hachberg, e de sua mulher, Inês, filha do conde Egino IV de Urach.
Em 1231, sucedeu ao seu pai como Marquês em Baden-Hachberg e, por ainda ser menor, sua mãe assumiu a regência.
Em 1232, comprou o senhorio de Sausenburg à Abadia imperial de St. Blasien. Pouco depois, mandou construir o Castelo de Sausenburg, pela primeira vez mencionado em 1246.
Teve conflitos com diversos dirigentes espirituais e com os Condes de Friburgo sobre os privilégios e direitos que tinham (ou diziam ter) nas possessões uns dos outros. Em 1250, algumas possessões imperiais e dos Hohenstaufen ficaram livres pela morte do imperador Frederico II. Henrique II tomou alguns desses territórios dando alguma continuidade a estados, anteriores dispersos.
Durante vários anos, apoiou o conde Rodolfo de Habsburgo nas disputas contra os bispos de Basileia e de Estrasburgo. Em 1273, apoiou Rodolfo na sua candidatura a Rei dos Romanos. Voltou a apoiar Rodolfo na disputa contra a linha sênior da Casa de Baden, os Marqueses de Baden-Baden. Durante a guerra contra o Reino da Boémia, Henrique II lutou do lado das tropas Imperiais na decisiva batalha de Marchfeld.
Foi patrono e protetor das Abadias de Tennenbach e Adelhausen.
Henrique II abdicou em 1289, e juntou-se aos Cavaleiros Teutónicos.

## Casamento e descendência
Henrique II casou com Ana, filha do conde Rodolfo II de Üsingen-Ketzingen. Desse casamento nasceram vários filhos:
- Henrique III (Heinrich), que sucedeu em Baden-Hachberg;
- Rodolfo I (Rudolph), que lhe sucedeu em Baden-Hachberg-Sausenberg;
- Frederico (Friedrich), que se juntou aos cavaleiros teutónicos;
- Verena, que casou com Egino I, Conde de Fürstenberg;
- Hermano (Hermann), que e juntos aos Cavaleiros hospitalários;
- Cunegunda (Kunigunde), freira na Abadia de Adelhausen;
- Inês (Agnes), que casou com Walter de Reichenberg;
- Isabel (Elisabeth), também freira em Adelhausen;